# You'll Never Find Me
You'll Never Find Me és una pel·lícula de terror i thriller australiana del 2023 dirigida per Indianna Bell i Josiah Allen en el seu debut com a director a partir d'un guió de Bell.

## Argumenta
Un home gran anomenat Patrick escolta la ràdio sol al seu tràiler a alta nit. Li ve un flashback d'una dona fora del seu cotxe en un dia de pluja, acompanyada de la mateixa música a la ràdio, la cançó "Sleepwalk". Mira un vial que conté una solució clara i el guarda.
S'acosta una tempesta. Poc després, truquen a la seva porta, que obre després d'alguns dubtes per trobar una dona jove, empapada per la pluja, que va de viatge a la ciutat. Ell la convida a entrar, oferint-li una tovallola i un te, però ella diu que no es quedarà gaire després que ell li digui que el seu cotxe no funciona. Ella demana una trucada telefònica, però ell ignora la petició i li dóna roba seca. Ella diu que venia de la platja, cosa que ell troba qüestionable ja que es troben a certa distància. Li lliura les monedes per a un telèfon públic, afirmant que no té un telèfon mòbil, i li ofereix indicacions amb l'advertència que no podrà arribar-hi sola, ja que es troba fora d'una porta que està tancada a aquesta hora de la nit. Accepta de mala gana quedar-se a esperar que la roba s'assequi.
Mentre els dos conversen, la dona troba una col·lecció d'objectes que pertanyen a dones, inclòs un medalló que conté cabells. Preguntant on s'allotja, la dona dóna respostes contradictòries, cosa que fa que Patrick sospiti. Li ofereix una dutxa per escalfar-se, durant la qual la dona nota brutícia i sang baixant pel desguàs.
Patrick escalfa una llauna de sopa i li ofereix un jersei, afirmant que era de la seva antiga xicota quan la dona li pregunta si estava casat. Li diu que ja no dorm molt per la seva edat i com "els seus pensaments s'estan filtrant a la seva vida". Quan fa aquesta afirmació, neteja la paella on va escalfar la sopa, comença a semblar sang.
La dona li pregunta com ha pogut entrar si les portes estaven tancades, cosa que també té curiositat en Patrick. Es produeix un cop sobtat a la porta, però en Patrick no hi troba ningú. Explica que els nens del parc de caravanes gaudeixen burlant-se d'ell trucant a la porta i fugint. Aleshores es produeix un tall de corrent i tots dos van a comprovar la caixa de fusibles. La dona utilitza una torxa per il·luminar el camí i veu breument sang en un martell. Ella s'adona del que semblen rascades sagnants a l'esquena i s'ofereix a portar-li alguna cosa del botiquí per tractar-lo, on troba la seva arracada en una pastillera entre moltes altres.
La dona sospita alarmantment i demana marxar immediatament. Patrick li diu amb calma que la porta no està tancada. Ella decideix quedar-se a la casa, i juguen al joc del mentider, ja que encara hi ha tempesta. Patrick admet haver-li dit una mentida, que encaixa amb el tema del joc de cartes: estava casat, havia conegut la seva dona en una benzinera quan aquesta li havia demanat que li comprés un paquet de patates fregides, i li va dir a la dona que la seva dona va morir d'una sobredosi. Mentre beu, la dona troba llapis de llavis al seu got, fet que torna a aixecar les seves sospites. Després d'una tempesta, Patrick surt cap a fora. La dona sent vibrar un telèfon, que troba a la cambra del darrere fins ara inexplorada, pertanyent a una dona morta sota un llençol al llit.
La dona intenta fugir pel terrat, colpejant una claraboia amb el mateix martell vist anteriorment, que de sobte torna a estar cobert de sang. És atrapada per Patrick, que la lliga i la droga amb el vial que conté la solució GHB, desmaiant-se mentre intenta lluitar contra ell. Patrick li explica sobre la primera noia que va matar, descrivint com va arribar a ell en una tempesta a la platja demanant-li un passeig, i com es va fer un tatuatge memorable a les costelles. Després que la dona es desmaia, s'adona que té el mateix tatuatge i que sempre ha estat la mateixa dona. Aterroritzat, descendeix a una escena de malson en què s'enfronta a totes les dones que ha matat en el passat, i sent com la policia truca implacablement a la seva porta. De sobte es veu arrossegat a la foscor, en què escolta el so del seu pare en un ventilador, fent referència a una història que li va explicar a la dona anteriorment sobre la seva infància. Emergeix de la foscor cobert de sang i angoixat, i la dona l'obliga a buidar l'ampolla de GHB a l'ampolla de whisky i beure'l, mentre les altres noies assassinades l'animen, i el porta a una sobredosi.
Patrick obre els ulls, revelant que no hi havia tempesta i que ho estava al·lucinant tot, inclosa la dona. En sentir trucar a la porta, l'obre i troba nens que fugen, fent-li una broma. Aleshores es posa la mà a la butxaca revelant un vial buit de GHB. Riu incrèdul en entendre que, en el seu deliri, va beure la solució, i torna a dins. Tallem a l'exterior del tràiler on el sentim caure i morir.

## Repartiment
- Brendan Rock com a Patrick[1]
- Jordan Cowan com la visitant[1]
- Elena Carapetis com a dona fumant
- Angela Korn com a dona morta
- Alina Truong, Aurelie Sowerbutts, Aileen Castro, Cheyenne Joy, Chloe Robinson, Jarminder Kang, Jasmine Garcia, Kelly Woodhall i Kirsty Johnson com les dones
- Finn Watson i Luca Trimboli com a nens del parc de caravanes

## Producció
El rodatge va tenir lloc a Adelaide.

## Estrena
L'abril de 2023, Blue Finch Films va adquirir els drets de distribució de la pel·lícula fora d'Austràlia i Nova Zelanda. Umbrella Entertainment té els drets de distribució a Austràlia i Nova Zelanda. Shudder va adquirir els drets de distribució de la pel·lícula a Amèrica del Nord, Irlanda i el Regne Unit després de la seva estrena al Festival de Cinema de Tribeca de 2023. Shudder va estrenar la pel·lícula el 22 de març de 2024.

## Recepció
Al lloc web de l'agregador de ressenyes Rotten Tomatoes, el 79% de les 48 crítiques són positives, amb una valoració mitjana de 6,9/10. El consens del lloc web diu: "Visualment i sonicament distintiva, You'll Never Find Me augmenta la seva atmosfera esgarrifosa i l'ambient claustrofòbic amb una història que farà que els espectadors endevinin". Metacritic, que utilitza una mitjana ponderada, va assignar a la pel·lícula una puntuació de 82 sobre 100, basant-se en "6 crítiques universals", indicant un reconeixement universal.
Brian Tallerico de RogerEbert.com va dir que la pel·lícula "subverteix la paranoia tradicional d'un thriller en què una ànima perduda truca a la porta equivocada... Bell i Allen modulen la tensió fins que la pel·lícula esclata en un acte final surrealista i inesperat. És un petit thriller intel·ligent i ben fet." Meagan Navarro de Bloody Disgusting li va donar una puntuació de 3,5/5 calaveres, escrivint: "You'll Never Find Me... és una història ombrívola ambientada en una nit fosca i tempestuosa. Però els cineastes, en canvi, recuperen la configuració per excel·lència per combinar l'horror ombrívol i contemporani amb una estètica clàssica de casa embruixada, donant com a resultat una peça de cambra claustrofòbica i sovint inquietant." Mae Abdulbaki de Screen Rant va dir que la pel·lícula era "una història íntima, una que es porta a terme per un intens intercanvi continu entre dos personatges que et farà tremolar els nervis i et mantindrà clavat al teu seient fins al final", i li va donar 4/5 estrelles.
Fred Topel d'United Press International va dir que la pel·lícula "treu el màxim profit de dos personatges en un mateix lloc. És un escenari que moltes pel·lícules de terror minimalistes han aconseguit i que aquesta pel·lícula s'uneix al panteó". Daniel Tune de CityMag va escriure, "Com molts thrillers de baix pressupost, el temps d'execució de la pel·lícula es dedica en gran manera a la tensió a foc lent que sorgeix d'aquest estrany escenari, ja que els dos solitaris, interpretats amb habilitat per Brendan Rock i Jordan Cowan, revelen gradualment les seves motivacions inicialment ambigües, guiant-nos cap a un clímax caòtic i calidoscòpic."